# Trezze
Le Trezze (talvolta anche Tresse o Batteria Trezze) è un isolotto di circa 0,5 ha della Laguna Veneta centrale. È situata tra il canale delle Trezze e il canale Vittorio Emanuele III, subito ad ovest del Tronchetto.
Con lo stesso nome (o, più propriamente, isola Nuova delle Trezze) si indica un'isola artificiale localizzata poco distante, originatasi dallo sversamento di macerie, rifiuti e residui industriali provenienti da Porto Marghera.

## Storia
Come altre piccole isole poste tra Venezia e la terraferma, l'isola delle Trezze ospitò delle piccole postazioni difensive sin dall'epoca della Serenissima. Inizialmente si trattava di modesti fortini poggianti su palafitte, ma dopo la caduta della Repubblica si evolsero in costruzioni più stabili e complesse (le cosiddette Batterie).
Rimasta di fatto inutilizzata, nel 1975 fu data in concessione alla VeneziaGas (in seguito assorbita da Italgas) che vi realizzò delle installazioni per la decompressione del metano.

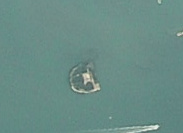
Foto aerea dell'isola